# Dzik kalidoński

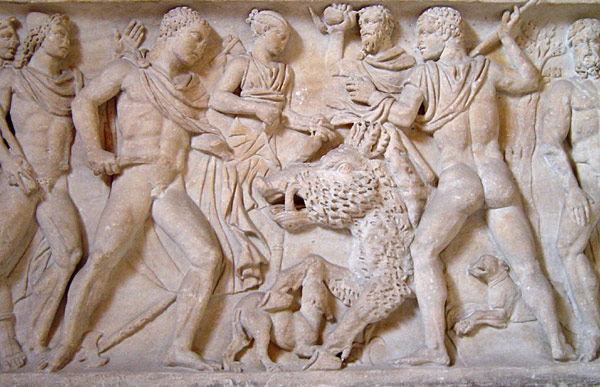
Polowanie na dzika kalidońskiego – płaskorzeźba, Ashmolean Museum, Oxford

Dzik kalidoński (gr. καλυδώνιος κάπρος kalydṓnios kápros lub ὗς καλυδώνιος Hŷs kalydṓnios, łac. aper calydonius lub hus calydonius) – w mitologii greckiej ogromny dzik, jakiego Artemida wysłała na ziemie króla Kalidonu, Ojneusa (w Etolii), który nie złożył należnej jej ofiary.
Polowanie na dzika, wyrządzającego olbrzymie szkody, urządził Meleager. Zaprosił na nie wszystkich znanych bohaterów – brali w nim udział m.in.:
1. Ankajos
2. Asklepios
3. Atalanta
4. Deukalion
5. Dioskurowie
6. Fojniks
7. Hippotoos
8. Ifikles
9. Jazon
10. Jolaos
11. Laertes
12. Meleager – który zabił zwierzę.
13. Pejritoos
14. Peleus
15. Telamon
16. Tezeusz

Ostatecznie dzik padł łupem Meleagra, chociaż pierwsza strzała, która go dosięgnęła, wyszła z łuku Atalanty, za co wyróżnił ją później Meleager, co stało się powodem jego konfliktu z rodziną.